# چارلز کراس (بازیکن فوتبال)
چارلز کراس (انگلیسی: Charles Cross؛ زادهٔ ۱۵ مه ۱۹۰۰) بازیکن فوتبال اهل بریتانیا است.
از باشگاه‌هایی که در آن بازی کرده‌است می‌توان به باشگاه فوتبال ولورهمپتون واندررز، باشگاه فوتبال کریستال پالاس، و باشگاه فوتبال کاونتری سیتی اشاره کرد.